# 法学部
法学部（ほうがくぶ）は、法学（法律学）及び政治学などを専門とする学部である。

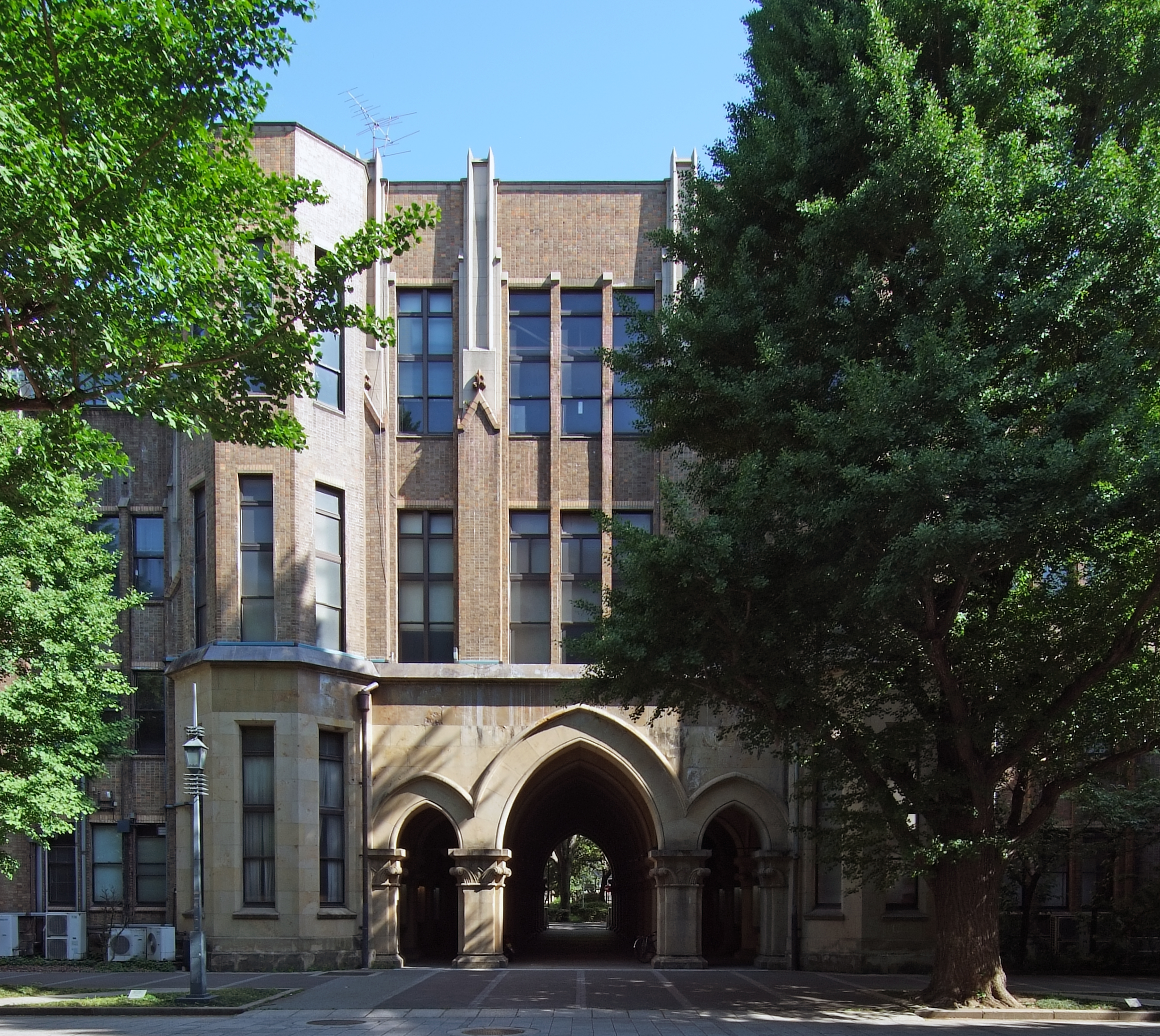
東京大学法学部

日本においては歴史的な背景から政治学が法学部で研究・教授されることが多い。東京大学法学部のホームページでは法学と政治学の関係について以下のように説明がある。「法学部では、法学だけでなく、それと政治学とが対をなすものとして研究され、教育されています。それは、近代社会においては、法と政治は、ともに不可欠であるだけでなく、政治が法を定め、実現し、そして、法が政治を形づくり、導くという意味で、両者は、相互に支えあう関係にあって、分かちがたく結びついているからです。」卒業すると一般的に学士（法学）または学士（政治学）の学位が授与される。

## 概説
法学部の歴史は古く、ボローニャ大学を始めとする中世ヨーロッパの大学（中世大学）にまで遡る。日本では、大学制度が発足した当時から設置された代表的な学部の一つであり、学位制度の成立とともに法学士の称号が授与されるようになった。1886年に発足した帝国大学がドイツとオーストリアの大学制度を参考にしたことから法学部では法学と政治学を研究・教授するようになった。近年、学士号が称号から学位に昇格したのに伴って、授与する学位は学科名に合わせて、法学科や法律学科などでは学士（法学）、政治学科では学士（政治学）、行政学科等では学士（行政学）といったような名称で授与されるようになった。近年の学位名称は学科の種類や名称の多様化に伴い、少しずつ種類も増加しつつある。卒業論文を必修科目としない大学が多いことが法学部の特色の一つである。
日本では、法曹になるための司法試験に合格することが難しいこともあり、諸外国（ドイツ・イギリス等）に比べ、法学部を卒業しても法曹資格を有しないまま一般社会で活躍する者が多く、法学部卒業生は公務員や民間企業など幅広い分野で活躍している。また、昔から公務員試験や資格試験に強いと言われてきた。司法試験を受験する学生の中には新司法試験が導入されるまでは司法試験合格のために大学に通いながら、司法試験受験予備校にも通うダブルスクールを行う学生が存在した。ただし、最近では高校生の時から司法試験予備試験を受験し、法学部卒業し法科大学院進学するためにダブルスクールをおこなう者もいる。司法試験予備試験短答式による筆記試験では、時代の変化に伴い憲法改正などのテーマも頻出で出題されるようになっている。

## カリキュラム

### 法学専門科目一覧
- 法学ないし法学入門
- 憲法（総論・基本的人権）
- 憲法（統治機構）
- 行政法（総論）
- 行政法（救済法）
- 行政法（地方自治法）
- 民法（民法総則）
- 民法（物権法）
- 民法（債権総論）
- 民法（債権各論）
- 民法（親族・相続）
- 商法（総則・商行為）
- 商法（会社法）
- 商法（手形法・小切手法）
- 商法（保険法・海商法）
- 民事訴訟法（民事訴訟法）
- 民事訴訟法（民事執行法・民事保全法）
- 民事訴訟法（倒産法）
- 刑法（総論）
- 刑法（各論）
- 経済刑法
- 刑事訴訟法
- 刑事政策
- 労働法
- 信託法
- 金融商品取引法（旧証券取引法）
- 知的財産法
- 租税法（税法）
- 経済法
- 消費者法
- 社会保障法
- 公法原論
- 私法原論
- 国際法（総論）
- 国際組織法（国際機構法）
- 国際人道法
- 国際人権法
- 国際経済法
- 国際私法
- 国際民事訴訟法
- 国際取引法
- 英米法
- フランス法
- ドイツ法
- 中国法
- アジア法
- ロシア・旧ソ連法
- イスラーム法
- 比較法原論
- 法制史（総論）
- 日本法制史
- 西洋法制史
- 東洋法制史
- ローマ法
- 国法学
- 法哲学（法理学）
- 法社会学
- 法と経済学
- 法医学
- 現代情報法
- 教育法
- 環境法
- 公務員法

### 演習
- 演習

### 卒業論文
- 卒業論文 - 課されないケースが多い。

## 高大連携
平成後期より、文部科学省は高大連携事業を推進し、商業高等学校から総合型選抜・学校推薦型選抜・全商協会特別推薦はもとより、高大連携事業による商業高等学校3年間＋大学法学部4年間＝合計7年間の一貫教育を推進している。商業高校は数学や理科を削減し、その分の講義時間を商業科目に充てる。文部科学省のカリキュラム改定に伴い、大学学部レベルの授業も導入されている。令和の現在、商業高等学校生徒は商業高等学校必修科目「ビジネス法規」の科目内で、民法、商法、民事訴訟法等を一通り学習している。2025年の大学入学共通テストから国語に大問が追加され「実用的な文章」が出題される。法学部に関連がある出題問題としては「契約書」などの解釈問題があり、「契約書」の趣旨から条文を解釈し持論を展開する形式の出題が考えられている。商業高校においては法学部の基礎的教育の前倒しが行われている。商業高校は生徒が公認会計士試験を受験するため、公認会計士試験の受験科目である商法科目に力を入れているからである。商業高校から法学部へ進学する際には入試科目の負担低減措置も導入されている。商業高校から法学部・経済学部への進学は大変有利となっている。たとえば、私立の商業高校である神戸星城高等学校から国公立大現役合格者数12年連続全国1位（令和4年：国公立大学合格者64名）となっている。これらの学習の蓄積を背景にし、商業高等学校卒業生は法学部進学後、国税専門官採用試験、公認会計士試験、税理士試験等の受験を推奨されている。

## 進路
法律学は司法試験以外にも多くの資格試験の受験科目となっている。下記に代表的な事例を記載する。
- 公認会計士・監査審査会が行う国家試験である公認会計士試験の受験科目（租税法、企業法、民法）である。また、多くの法学部生が税理士試験や国税専門官採用試験を受験している。税務大学校での研修を経て国税専門官となっている。国税専門官は勤務年数等の条件を充足すると税理士資格が付与される。
- 日本税理士会連合会寄附講座は各大学法学部（慶應義塾大学法学部や東京大学法学部等）で行われてきた。

## 大学院
法学部を設立母体とする大学院としては、法科大学院（専門職大学院）、公共政策大学院、法学研究科、政治学研究科などがある。毎年、多くの税理士試験受験者が、税理士試験#試験科目の免除制度（租税法専攻）を利用し、税理士資格を取得している。法学研究科博士課程（研究者養成コース）では法学者を養成している。各分野で師弟・学統学派が分かれている。たとえば、憲法学では、京都学派#京都学派（憲法学）（憲法学会）と東京学派が二大学派となっている。厚生労働省は法曹を目指す職業人が利用する教育訓練給付制度において国公立大学では京都大学大学院法学研究科、私立大学では慶應義塾大学大学院法務研究科などを法科大学院（専門職大学院）の指定講座としている。

## 官学交流

### 警察庁
- 東京都立大学法学部、 法政大学法学部等へ講師として職員を派遣している。
- 警察大学校警察政策研究センターは慶應義塾大学大学院法学研究科との間で共同研究をしている。

## 法学部を持つ日本の大学
日本の大学における法学教育は、明治期の法律学校を基盤として発展したものが多く、法律学校がその後大学に発展した例も多い。いわゆる伝統校から新設校まで各大学における看板学部の一つとなっている大学も多い。
日本最古の法律学校は、「司法省法学校」（現・東京大学法学部）であり、欧米留学からの帰国者、司法省法学校の出身者・関係者を中心として私立の法律学校が複数設立された。法典論争後、有力な私立法律学校は専門学校令による専門学校を経て、大正期に大学令による大学へと発展した。具体的には法律学校_(旧制)#九大法律学校のことである。
| 法律学校     | 東京帝国大学 | 東京法学校 | 専修学校 | 明治法律学校 | 東京専門学校 | 英吉利法律学校 | 関西法律学校 | 日本法律学校 | 慶應義塾大学部 |
| ------------ | ------------ | ---------- | -------- | ------------ | ------------ | -------------- | ------------ | ------------ | -------------- |
| 現在の大学名 | 東京大学     | 法政大学   | 専修大学 | 明治大学     | 早稲田大学   | 中央大学       | 関西大学     | 日本大学     | 慶應義塾大学   |

### 国立
※「法学部」の名称を有する学部を設置しており、法科大学院を設置している大学。
- 北海道大学
- 東北大学
- 東京大学
- 一橋大学
- 名古屋大学
- 京都大学
- 大阪大学
- 神戸大学
- 岡山大学
- 広島大学
- 九州大学

※かつて法科大学院を設置していたことのある、「法学部」の名称を有する学部を設置している大学。
- 新潟大学
- 香川大学
- 熊本大学

※法学を主として専攻できる課程を持ち、法科大学院を設置している大学。
- 筑波大学 - 社会・国際学群 - 社会学類 - 法学主専攻
- 千葉大学 - 法政経学部 - 法政経学科
- 金沢大学 - 人間社会学域 - 法学類

※かつて法科大学院を設置していたことのある、法律・政治学を専攻できる課程を持つ大学。
- 横浜国立大学 - 経済学部 - 経済システム学科 - 法と経済コース
- 信州大学 - 経法学部 - 総合法律学科
- 静岡大学 - 人文社会科学部 - 法学科
- 島根大学 - 法文学部 - 法経学科
- 愛媛大学 - 法文学部 - 総合政策学科 - 司法コース
- 鹿児島大学 - 法文学部 - 法政策学科

※法律・政治学を専攻できるその他の大学（16大学）。
- 小樽商科大学 - 商学部 - 企業法学科
- 弘前大学 - 人文学部 - 現代社会課程 - 経済法律コース
- 岩手大学 - 人文社会科学部 法学・経済課程 - 法学コース
- 山形大学 - 人文学部 法経政策学科 - 法律コース
- 福島大学 - 人文社会学群 - 行政政策学類 - 法学専攻
- 茨城大学 - 人文学部 - 社会科学科 - 法律・行政コース
- 埼玉大学 - 経済学部 - メジャー 公共政策と法
- 富山大学 - 経済学部 - 経営法学科
- 三重大学 - 人文学部 - 法律経済学科 - 法政コース
- 滋賀大学 - 経済学部 - 社会システム学科 - 法システム講座
- 和歌山大学 - 経済学部 - 市場環境学科 - システム法コース
- 山口大学 - 経済学部 - 経済法学科
- 徳島大学 - 総合科学部 - 社会創生学科 - 公共政策コース
- 佐賀大学 - 経済学部 - 経済法学科
- 長崎大学 - 経済学部 - 総合経済学科 - 経済と政策コース（2013年入学生まで「経済と法コース」）
- 琉球大学 - 人文社会学部 - 国際法政学科 - 法学プログラム、政治・国際関係学プログラム

### 公立
※「法学部」という名称を有する学部を設置している大学（3大学）。
- 東京都立大学
- 大阪公立大学
- 北九州市立大学 - 法科大学院は未設置

### 私立
※「法学部」という名称を有する学部を設置している大学（77大学）。
| 北海道・東北 - 札幌大学 - 札幌学院大学 - 北海学園大学 - ノースアジア大学（令和6年度入学者より募集停止） - 東北学院大学 関東・東京 - 青山学院大学 - 亜細亜大学 - 学習院大学 - 神奈川大学 - 関東学院大学 - 慶應義塾大学 - 國學院大學 - 国士舘大学 - 駒澤大学 - 上智大学 - 駿河台大学 - 成蹊大学 - 成城大学 - 清和大学 - 専修大学 - 創価大学 - 大東文化大学 - 中央大学 - 中央学院大学 - 帝京大学 - 桐蔭横浜大学 - 東海大学 - 東京経済大学 - 東洋大学 - 獨協大学 - 日本大学 - 日本文化大学 - 白鷗大学 - 平成国際大学 - 法政大学 - 武蔵野大学 - 明治大学 - 明治学院大学 - 山梨学院大学 - 立教大学 - 立正大学 - 流通経済大学 - 早稲田大学 | 中部 - 愛知大学 - 愛知学院大学 - 朝日大学 - 高岡法科大学 - 中京大学 - 常葉大学 - 名古屋学院大学 - 名古屋経済大学 - 名城大学 - 南山大学 近畿 - 大阪学院大学 - 大阪経済法科大学 - 追手門学院大学 - 関西大学 - 関西学院大学 - 京都学園大学 - 京都産業大学 - 京都女子大学 - 近畿大学 - 甲南大学 - 神戸学院大学 - 摂南大学 - 帝塚山大学 - 同志社大学 - 桃山学院大学 - 立命館大学 - 龍谷大学 中国・四国 - 岡山商科大学 - 広島修道大学 - 松山大学 九州・沖縄 - 沖縄国際大学 - 九州国際大学 - 久留米大学 - 志學館大学 - 西南学院大学 - 福岡大学 - 宮崎産業経営大学 |

※以下は「法学部」以外の法学系学部を設置している大学。
- 青森中央学院大学 - 経営法学部
- ノースアジア大学 - 総合政策学部法律学科
- 東京経済大学 - 現代法学部
- 日本大学 - 危機管理学部 - 「学士（法学）」の学位が授与される
- 大阪国際大学 - 法政経学部
- 大阪工業大学 - 知的財産学部
- 姫路獨協大学 - 人間社会学群現代法律学類
- 沖縄大学 - 法経学部

※以下は「法律学科」以外の法学系学科を設置している大学。
- 拓殖大学 - 政経学部法律政治学科 - 「学士（法律政治学）」の学位が授与される。

## 通信制の法学部
通学生と比較して学費が安くなっている。Eラーニングとスクーリングを併用する教育制度を設けている。スマートフォンによるオンライン学習に特徴がある。
- 近畿大学通信教育部法学部法律学科
- 慶應義塾大学通信教育課程法学部（慶應義塾大学通信教育課程）
- 創価大学通信教育部法学部
- 中央大学法学部通信教育課程
- 日本大学通信教育部法学部法律学科
- 法政大学通信教育部法学部法律学科

## 法科大学院を持つ日本の大学
- 令和の現在、人事院は法科大学院生を対象とした霞が関インターンシップをしている。
- 法学部生が法科大学院経由で官僚を目指す場合、下記の法科大学院への進学が参考となる。

| 年度   | 概要（学校の順序は人事院公式サイトに拠る）                                                           |
| ------ | --- |
| 2019年 | 東京大学（５）、一橋大学（３）、京都大学（１）、慶應義塾大学（７）、中央大学（２）                   |
| 2021年 | 東京大学（２）、一橋大学（１）、慶應義塾大学（６）、中央大学（２）、法政大学（２）、早稲田大学（３） |
| 2023年 | 東京大学（２）、一橋大学（２）、慶應義塾大学（３）、中央大学（１）、法政大学（１）、早稲田大学（２） |
| 2024年 | 東京大学（１）、慶應義塾大学（４）、中央大学（２）、法政大学（１）、立命館大学（１）                 |